# AT-XT
Az AT-XT (All Terrain experimental Transport, sz. sz. Kísérleti Terepjáró Szállítójármű) a Csillagok háborúja sci-fi univerzum egyik kitalált gépjárműve. A filmekben (és így a „hivatalos” Adatbankban) nem szerepel (néhány szócikkben van rá utalás), csak képregényekben és videójátékokban jelenik meg (Clone Wars; Republic (képregény) 55.-58. sz.). Rövidítésének feloldása is fiktív (feltételezett).
A „közepes” (10m magas, pajzzsal védett, kétszemélyes) kategóriába tartozó, lépegető meghajtású járművet a Galaktikus Köztársaság hadigyárai fejlesztették ki a klónháborúk idején. Neve ellenére nem vagy nem főképp szállításra, hanem éles harci feladatokra való, továbbá rendszeresen (és nem csak kísérleti, teszt jelleggel) bevetették, különböző csatatereken (Jabiim, Rhen Var, Raxus Prime és Thule).

## Műszaki adatok
All Terrain eXperimental Transport (AT-XT)

Magasság: 10m

Helyzet: kétlábú

Végsebesség: 75 km/h
Mobilitás: közepes

Páncélzat: könnyű-közepes

Fegyverzet: 1 dupla lézerágyú • 2 gránátvető • deflektor- (hárító-) pajzs
Az AT-XT vezetéséhez elég volt egy katona, az utastér többi részét egyéb célokra használták. A fegyverzet állt: egy dupla lézerágyúból a kilátónyílás alatt és két gránátvetőből amik a „fej” csúcsán helyezkedtek el. A gránátvetők nagyobbak voltak, mint az AT-ST-ken.
Sebesség szempontjából a kétlábú lépegetők mezőnyében előkelő helyet foglalt el.
A legfőbb egyéni jellemzője az AT-XT-nek deflektor pajzs, amely hasonlít a rombolódroidokon levő deflektor pajzsokhoz. Ez a pajzs azonban még sokkal kisebb teljesítményű volt a későbbi kétlábú lépegetőkéhez képest, és valószínűleg nem minden példány volt ellátva vele.

## Története
Az AT-XT bizonyos értelemben tényleg az AT-ST (All Terrain Scout Transport) elődje volt, de nem feltétlenül műszaki szempontból: semmi bizonyíték rá, hogy az utóbbi lépegetőt az előbbiből fejlesztették volna ki. A Birodalom korára azonban valóban az AT-ST változatai lettek a legelterjedtebb kétlábú lépegetők. A gépek feladata is más volt: az AT-XT a Clone Wars videójáték több helyén is mint explicit csapásmérő, támadó eszköz jelenik meg, ezzel szemben az AT-ST-t tipikus feladata a felderítés és a nagyobb (AT-AT, HAV/w) ostromgépek védelme, illetve a gyalogsági harcok támogatása volt. De az AT-XT-n kívül még többfajta lépegető is szolgált a klónháborúkban (pl. az AT-RT), elvileg bármelyik szolgálhatott fejlesztési alapként az AT-ST-hez.

## Külső hivatkozások
- AT-XT (Wookiepedia)